# Die Aktion
Die Aktion német irodalmi, művészeti és politikai hetilap. 1911 és 1932 között Berlinben jelent meg Franz Pfempfert szerkesztésében. Az expresszionizmus aktivista szárnyának központi fóruma volt.

## Története
Jelentős szerepet játszott a haladó külföldi irodalom németországi megismertetésében. Főként a líra, a publicisztika és illusztrációival a grafika területén hozott újat. Az első számtól kezdve élesen háborúellenes szellemet képviselt. A forradalmak idején az egyes művészek vagy a forradalom mellé álltak vagy maradtak szabad művészek. A weimari korszakban a szépirodalmat kiszorította a politika, és az expresszionizmus felbomlásával párhuzamosan a lap mindjobban háttérbe szorult. Gyakran cserélődő szerzőgárdája ellenére a főszerkesztő erős egyénisége az egységes szellemiséget mindvégig megőrízte. A Sturm mellett a német avantgárd legjelentősebb orgánuma volt.

## Főbb munkatársai

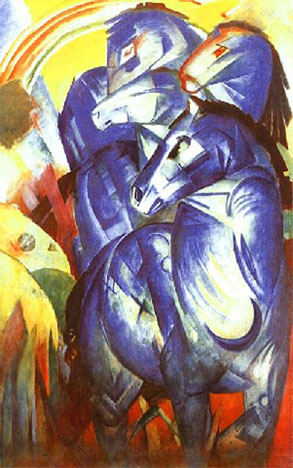
Franz Marc: Kék lovak tömlöce (1913)

Egon Schiele: Anya két gyermekével (1915-17)

|  |  |  |  | - Alexander Archipenko - André Derain - Conrad Felixmüller - Lyonel Feininger - George Grosz - Ernst Ludwig Kirchner - Alfred Kubin - Wilhelm Lehmbruck - Franz Marc - Henri Matisse - Ludwig Meidner - Max Oppenheimer - Pablo Picasso - Christian Schad - Egon Schiele - Karl Schmidt-Rottluff - Georg Schrimpf - Félix Vallotton - Heinrich Vogeler - Mihail Bakunyin - Alekszandr Alekszandrovics Bogdanov - Pjotr Alekszejevics Kropotkin - Nagyezsda Krupszkaja - Vlagyimir Iljics Lenin - Karl Liebknecht - Anatolij Vasziljevics Lunacsarszkij - Rosa Luxemburg - Rudolf Rocker - Otto Rühle - Leon Trotsky | - Ernst Angel - Hugo Ball - Johannes R. Becher - Gottfried Benn - Ernst Blass - Franz Blei - Paul Boldt - Georg Brandes - Max Brod - Theodor Däubler - Albert Ehrenstein - Carl Einstein - André Gide - Claire Goll - Ivan Goll - Ferdinand Hardekopf - Max Herrmann-Neisse - Georg Heym - Kurt Hiller - Jakob van Hoddis - Richard Huelsenbeck - Heinrich Eduard Jacob - Franz Jung - Oskar Kanehl - Hermann Kasack - Wilhelm Klemm - Arthur Kronfeld - Else Lasker-Schüler - Hans Leybold - Alfred Lichtenstein - Heinrich Mann | - Charles Péguy - Ernst Stadler - Theodor Lessing - Franz Mehring - Erich Mühsam - Salomo Friedlaender - Karl Otten - Ludwig Rubiner - René Schickele - Paul Scheerbart - Walter Serner - Carl Sternheim - Ernst Toller - Frank Wedekind - Franz Werfel - Alfred Wolfenstein - Carl Zuckmayer |

## Könyvkiadói tevékenysége
- Aktions-Bücher der Aeternisten (Az aeternisták Aktion-könyvei) (1916-21)
- Die aktionslyrik (Az Aktion lírája) (1916-22)
- Politische Aktions-bibliothek (Az Aktion politikai könyvtára) (1916-30)
- Der Rot Hahn (A vörös kakas) (1917-25)

## A folyóirat utóélete
Die Aktion első négy évfolyamát (1911-14) fotomechanikus utánnyomással 1961-ben újból kiadták P. Raabe bevezető tanulmányával.